# Jacquemontia linarioides
Jacquemontia linarioides är en vindeväxtart som beskrevs av Carl Daniel Friedrich Meisner. Jacquemontia linarioides ingår i släktet Jacquemontia och familjen vindeväxter. Inga underarter finns listade i Catalogue of Life.